# Onthophagus fletcheri
Onthophagus fletcheri là một loài bọ cánh cứng trong họ Bọ hung (Scarabaeidae).